# Célio Taveira Filho

Célio Taveira Filho (Santos, 16 de outubro de 1940 — João Pessoa, 29 de maio de 2020) foi um futebolista brasileiro que atuou como atacante.

## Carreira
Célio iniciou a carreiro no Jabaquara de Santos e pouco depois, se transferiu para o Vasco da Gama, onde foi o maior artilheiro do clube na década de 1960. Estreou pelo Vasco em 1963, contra o Dukla Praha da Checoslováquia.
Do Vasco quase se transferiu para o Milan, mas as negociações não se concretizaram.
Também teve grande destaque pelo Nacional-URU, onde se tornou ídolo, e teve passagens por Portuguesa Santista, Ponte Preta e Corinthians.
Atuou pela Seleção Brasileira e ao lado de Pelé.
É o terceiro brasileiro a marcar mais gols na Libertadores da América, com 22 gols, atrás apenas de Palhinha (25) e Luizão (29).
Célio havia instalado residência fixa em João Pessoa desde 1979, após sua aposentadoria do futebol.

## Títulos
Vasco da Gama
- Torneio Rio-São Paulo: 1966[4]
- Torneio Internacional de Santiago: 1963
- Torneio Pentagonal do México: 1963
- Torneio Cidade de Belém: 1964
- Taça Guanabara: 1965
- Troféu Quarto Centenário da Cidade do Rio de Janeiro: 1965
- Troféu Cinquentenário da Federação Pernambucana: 1965

Nacional
- Campeonato Uruguaio de Futebol: 1969, 1970[4]

## Premiações
- Jogador do ano: Melhor jogador do Vasco nas temporadas 1963, 1965 e 1966.
- Maior artilheiro do Vasco nos anos 60 com 109 gols marcados

- 3° brasileiro a marcar mais gols na Libertadores da América, com 22 gols, atrás apenas de Palhinha (25) e Luizão (29).[3]
- 15 ° maior artilheiro da história do Club de Regatas Vasco da Gama.
- Artilheiro do Vasco por 4 temporadas seguidas em 1963, 1964, 1965 e 1966.

## Morte
Em 29 de maio de 2020, morreu aos 79 anos, após ficar uma semana hospitalizado por COVID-19, doença causada pelo coronavírus da síndrome respiratória aguda grave 2 (SARS-CoV-2).
Testemunho enviado pela filha de Célio, Camila Taveira para o site https://inumeraveis.com.br
| “ | Era um jogador disciplinado e comprometido tanto dentro como fora de campo. Arrecadava alimentos para formar cestas básicas. Camila resume como era o Célio pai: "Todos sabiam que ele havia sido um jogador de futebol, mas poucos sabiam da grandeza dele. Para a família, Célio ensinou sobre humildade, perseverança, consertar os erros. Ensinou todo mundo que a morte é só um recomeço. Ele só esqueceu de nos ensinar a viver sem ele." - escreveu Camila. | ” |